# Parectopa thermopsella
Parectopa thermopsella là một loài bướm đêm thuộc họ Gracillariidae. Nó được tìm thấy ở Hoa Kỳ (Colorado).
Ấu trùng ăn Thermopsis fabacea var. montana, Thermopsis montana và Thermopsis rhombifolia. Chúng ăn lá nơi chúng làm tổ. 